# Był sobie dziad i baba
Był sobie dziad i baba (ros. Жили-были старик со старухой) – radziecki czarno-biały dramat psychologiczno-obyczajowy z 1965 roku w reżyserii Grigorija Czuchraja, zrealizowany w studiu filmowym Mosfilm. Zdjęcia kręcono w Kstowie (obwód niżnonowogrodzki).

## Fabuła
Tytułowi dziad i baba mieszkali w sowchozie. Gdy spalił się ich dom postanowili wyjechać do córki, która mieszkała w osadzie za kołem podbiegunowym. Po przyjeździe okazało się, że córka uciekła z kochankiem zostawiając córeczkę. Dziadkowie opiekują się dzieckiem i zięciem, a gdy córka wraca nie zgadzają się jej przyjąć.

## Obsada
- Iwan Marin – Grigorij Iwanowicz Gusakow, dziad
- Wiera Kuzniecowa – Natalia Maksimowna Gusakowa, baba
- Georgij Martyniuk  – Walentin, zięć Gusakowa
- Ludmiła Maksakowa – Nina, córka Gusakowa
- Galina Polskich – Galia, sąsiadka Walentina
- Anatolij Jabbarow  – członek sekty religijnej Wołodia
- Wiktor Kołpakow  – ratownik medyczny
- Nikołaj Kriuczkow  – dyrektor sowchozu Anatolij
- Giuli Czochonelidze  – inżynier
- Nikołaj Siergiejew – księgowy Nikołaj

## Nagrody
- Wyróżnienie specjalne na 18. MFF w Cannes dla Wiery Kuzniecowej[4].